# Synodontis multipunctatus
Synodontis multipunctatus, im Deutschen auch Vielpunkt-Fiederbartwels oder Vielpunkt-Kuckuckswels genannt, gehört zur Unterfamilie der Fiederbartwelse (Mochokinae) der Familie Mochokidae.

## Merkmale
Der Vielpunkt-Fiederbartwels erreicht eine Größe von bis zu 25 cm nach anderen Angaben auch 12 cm. 
Auf einem hellen Körper hat er große Flecken, jedoch keine oder nur schwach ausgebildete Dreiecke an der Basis der Becken- und Afterflossen. Er ähnelt Synodontis grandiops, dieser bleibt jedoch kleiner und hat 7 Brustflossenstrahlen, während multipunctatus 8 aufweist.
Flossenformel: Dorsale II/7, Anale III–IV/9-12, Pectorale I/8.

## Vorkommen
Synodontis multipunctatus lebt im Tanganjikasee sowie in den Zuflüssen des Malagarasi. Er bewohnt dort schlammige Böden und Geröllzonen bis in die Tiefe von 100 Metern.

## Fortpflanzung
Der Vielpunkt-Fiederbartwels betreibt Brutparasitismus bei maulbrütenden Buntbarschen. Ein Paar schwimmt zwischen ablaichende Buntbarsche und legt seine Eier zu denen seiner Wirte. Da die Eier ähnlich sind, nehmen die Buntbarsche auch die fremden Eier auf. Die Welse schlüpfen früher und fressen die Eier und Larven der Barsche. Nach etwa zwei Wochen verlassen die 6 bis 15 Jungwelse das Maul ihrer Wirtseltern.

## Aquaristik
Der Bodengrund soll aus feinem Sand bestehen, damit die Welse diesen nach Futter durchsuchen können. Steine und Tongefäße sollen Verstecke und Rückzugsmöglichkeiten für jedes Tier bieten. Ein Aquarium von 450 Litern eignet sich für fünf bis acht Tiere. Junge Synodontis multipunctatus können in einer kleinen Gruppe von vier bis fünf Tieren auch in einem Gesellschaftsbecken gehalten werden. Ältere Tiere werden zu Einzelgängern und verteidigen ihren Stammplatz. Garnelen und Schnecken werden gefressen.
In der Natur frisst Synodontis multipunctatus hauptsächlich Lebendfutter. Sie gewöhnen sich im Aquarium gut an Frostfutter, Mückenlarven und Futtertabletten. Die Wassertemperatur liegt im Bereich zwischen 24 und 26 Grad Celsius, der pH-Wert soll zwischen 7,2 und 8,2 liegen, dGH bei 10 bis 20 Grad. Die Haltung ist durchschnittlich einfach bis schwierig. Die Zucht ist ausgesprochen schwierig, da vor allem Tropheus Arten oft aggressiv auf die Welse reagieren, wenn diese versuchen, das Brutgeschäft zu stören. Eher gelingt die Nachzucht mit Maulbrütern aus dem Malawisee oder aus dem Victoriasee.